# Агенција за осигурање Републике Српске
Агенција за осигурање Републике Српске је самостална и непрофитна институција Републике Српске која врши регулаторну и надзорну функцију у циљу заштите лица која имају право на осигуравајуће покриће и накнаду из осигурања. Има својство правног лица.

## Организација
Агенција има Управни одбор и директора.
Управни одбор је орган управљања и састоји се од пет чланова које именује Народна скупштина Републике Српске на предлог Владе Републике Српске. Мандат члановима Управног одбора је пет година.
Директор је орган руковођења. Он представља Агенцију, руководи њеном радом и одговоран је за њен рад. Директора именује Народна скупштина Републике Српске на предлог Владе Републике Српске. Мандат директора траје четири године.
Испод директора налази се Кабинет директора и Канцеларија омбудсмана, затим Секретаријат, Служба за актуарске послове, Служба за финансијско-рачуноводствени надзор и Служба за правне послове и лиценцирање.

## Надлежности
Агенција за осигурање Републике Српске има регулаторну и надзорну функцију у циљу заштите лица која имају право на осигуравајуће покриће и накнаду из осигурања, као и добробит индустрије осигурања.
Опште овлашћење Агенције је да издаје дозволу за рад друштву за осигурање за обављање послова једне или више врста осигурања. Она може привремено или трајно одузети издату дозволу. Агенција има овлашћења:
- да врши провјере пословних књига и докумената друштва за осигурање, са претходним обавјештавањем друштва или без њега;
- да ангажује овлашћена стручна лица да изврше преглед књига и докумената друштва за осигурање;
- да захтијева од друштва за осигурање да у оквиру одређеног временског рока, који неће бити краћи од десет дана ни дужи од три мјесеца, исправи било који акт или поступање, који су у супротности са законским одредбама;
- да нареди друштву за осигурање да обустави спровођење било које радње или поступања, које је у супротности са законским одредбама;
- да у оквиру закона и у корист осигураника даје наређења у погледу улагања, одржавања и располагања средствима осигурања;
- да покреће судске поступке у правним стварима повезаним са надзором у осигурању када Агенција нема овлашћења да спроводи своје функције надзора односно када се у поступку надзора појави питање за које је као претходно питање надлежан суд;
- да доноси подзаконске акте, друга општа акта (правилнике, упутства, наредбе и одлуке) и појединачне акте (рјешења и закључке);
- да организује или одобрава обуке запослених у друштвима за осигурање и посредника у осигурању;
- да на било који други начин даје смјернице потребне за примјену закона и за остала питања од значаја за тржиште осигурања;
- налаже друге мјере које се односе на вођење послова осигурања неког друштва, уколико сматра да су оне неопходне како би се осигурало да то друштво води послове у складу са регулаторним циљевима.